# Comanthera bisulcata
Comanthera bisulcata är en gräsväxtart som först beskrevs av Friedrich August Körnicke, och fick sitt nu gällande namn av L.R.Parra och Ana Maria Giulietti. Comanthera bisulcata ingår i släktet Comanthera, och familjen Eriocaulaceae. Inga underarter finns listade i Catalogue of Life.